# Narewka
Narewka is een dorp in het Poolse woiwodschap Podlachië, in het district Hajnowski. De plaats maakt deel uit van de gemeente Narewka en telt 780 inwoners.

## Verkeer en vervoer
- Station Narewka

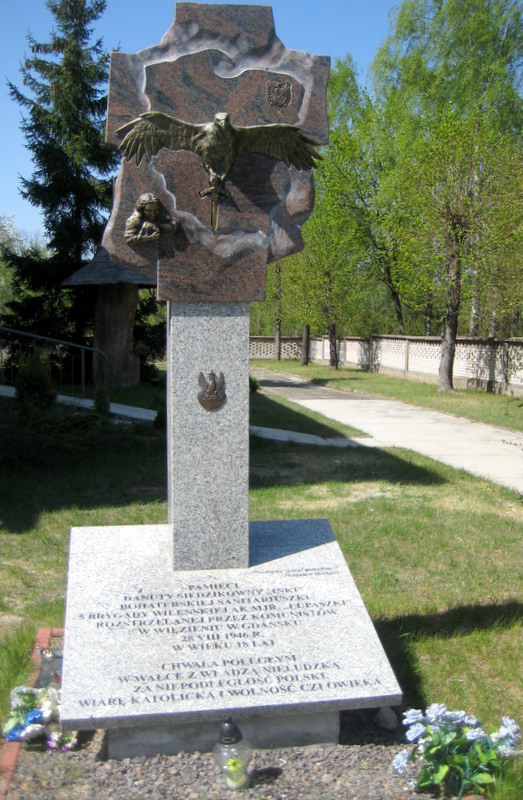
Gedenkteken voor Danuta Siedzikówna, een verzetsstrijdster van de Armia Krajowa